# Teocaltiche
Teocaltiche is een plaats in de Mexicaanse staat Jalisco. De plaats heeft 23.726 inwoners (census 2010).
In Teocaltiche worden vooral maïs en uien verbouwd. Er zijn ook veel ambachtslieden die handwerk verkopen